# Железнодорожная линия Оха — Москальво
Железнодорожная линия Оха — Москальво — ныне не существующая железнодорожная линия колеи 1520 мм. Находилась на территории Охинского городского округа и связывала город Оху с портом Москальво.

## История
В 1920-х годах на Северном Сахалине была начата добыча нефти в промышленных масштабах. Центром нефтепромыслов стал посёлок Оха. Доставка грузов производилась через рейдовые портпункты восточного побережья Сахалина — длинным и неудобным морским путём. Это значительно сдерживало развитие добычи нефти.
Подготовительные работы по трассе линии Оха — Москальво начались в 1929 году, а полномасштабные строительные работы — в августе 1930 года. Приблизительно три тысячи человек работали в крайне тяжёлых условиях, так как значительная часть линии должна была пройти по болотистой местности.
Сквозное движение было открыто в 1932 году, принята дорога в постоянную эксплуатацию в 1934 году.
С момента появления железной дороги широкой колеи и порта Москальво многое изменилось. Все грузы, поступающие с материка, стали перевозиться по широкой колее.
В 1946–1950 годах железнодорожная линия Оха — Москальво принадлежала МПС СССР, и входила в состав Южно-Сахалинской железной дороги. Позже железная дорога вернулась в подчинение треста «Сахалиннефть» (позднее компания «Сахалинморнефтегаз»).
Железнодорожная линия широкой колеи Оха — Москальво являлась основным выходом Северного Сахалина во «внешний мир» вплоть до завершения  строительства железной дороги Победино — Ноглики и введения в строй паромной переправы Ванино — Холмск. Практически все грузы завозились в Охинский и Ногликский районы через порт Москальво. В другие районы Сахалинской области, и в областной центр, город Южно-Сахалинск, можно было попасть только воздушным путём через аэропорты в Охе и Ногликах.
Начиная с 1950-х годов, регулярно рассматривались планы реконструкции железнодорожной линии Оха — Москальво на колею 1067 мм или 750 мм. Они не были осуществлены, большей частью по политическим причинам: переход от широкой колеи к узкой или капской, на взгляд партийного руководства, являлся бы «движением назад».
В 1960-х годах произведена реконструкция линии. Паровозы были заменены тепловозами ТГМ3, ТГМ4А, позднее — ТГМ40, и другими локомотивами. В 1967 году на станции Москальво было открыто новое локомотивное депо.
По состоянию на 1970-е годы, железная дорога активно функционировала, могло проходить до 10 пар поездов в сутки. Действовали и промежуточные станции: 28-й км и Лагури. На станции Оха часть грузов перегружалась на узкую колею линии Оха-Ноглики. Зимой движение было минимальным, так как порт Москальво замерзал.
В 1979 году из-за открытия автобусного сообщения между Охой и Москальво было прекращено пассажирское движение. Большая часть пассажирских вагонов была превращена в хозяйственные и служебные помещения, остальные пассажирские вагоны были переставлены на тележки колеи 1067 мм, потом использовались только на основном ходе Корсаков — Ноглики.
В 1990-е годы линия Оха — Москальво, как и множество ведомственных железных дорог в России, оказалась убыточной и практически невостребованной. Содержание для редких и нерегулярных грузовых перевозок на короткое расстояние было нерентабельным.
В 1998 году, ветка Оха — Москальво была практически недействующей. Однако раз в неделю по линии ходил мотовоз с путейцами, для пресечения кражи рельсов. В навигацию 1998 года между Охой и портом Москальво ещё перевозились грузы.
Начиная с 1999 года железнодорожная линия постепенно разбиралась. Рельсы и подвижной состав были проданы в качестве металлолома. В «узкоколейном» варианте был сохранён небольшой отрезок пути: от Охи до 5 километра линии, где находится склад УПТОКа 53°34′29″ с. ш. 142°52′43″ в. д.. На этом участке задолго до отказа от колеи 1520 мм был проложен «трёхниточный» путь (1524 мм/750 мм). При ликвидации железной дороги Оха — Москальво на нём была снята только одна рельсовая нить. Движение по колее 750 мм от Охи до складов УПТОКа было сохранено до конца 2006 года.
В 2007 году во время ликвидации линии Оха-Ноглики был разобран последний («перешитый») участок дороги: Оха — 5 километр (склады УПТОКа). Судьба подвижного состава железной дороги также известна. Во время разборки железной дороги Оха — Москальво часть подвижного состава порезали на металлолом, а часть подвижного состава переставили на тележки колеи 1067 мм (несколько грузовых вагонов, и по крайней мере, 3 тепловоза ТГМ4 (они работают в Холмске и по сей день)).